# Dedumonth Senebtifi
Dedumonth Senebtifi war ein altägyptischer Wesir, der am Ende der 12. Dynastie und/oder zu Beginn der 13. Dynastie amtierte. Zu seiner Person gibt es wenig Informationen. Er ist von einer Statue und einer Stele bekannt. Auf der Statue wird er nur als Dedumonth bezeichnet. Auf der Stele trägt er den Doppelnamen Dedumonth Senebtifi. Dort wird auch seine Mutter Hebegeget genannt. Seine genaue chronologische Einordnung ist etwas unsicher.

## Weblink
- Persons and Names of the Middle Kingdom: Person PD 745. Abgerufen am 17. September 2021.